# Parisot (Tarn y Garona)
 Parisot  es una población y comuna francesa, en la región de Mediodía-Pirineos, departamento de Tarn y Garona, en el distrito de Montauban y cantón de Saint-Antonin-Noble-Val.

## Historia
En 1806 absorbe las comunas de Causse-Vieil y L'Abadie.

## Demografía
| 574 | 595 | 506 | 549 | 522 | 504 |
| Para los censos de 1962 a 1999 la población legal corresponde a la población sin duplicidades (Fuente: INSEE [Consultar]) |     |     |     |     |     |